# Ana Cergol Paradiž
Ana Cergol Paradiž, slovenska zgodovinarka * 2. april 1983, Koper

## Življenje in delo
Leta 2008 je diplomirala iz smeri zgodovine in sociologije na Filozofski fakulteti Univerze v Ljubljani. Za svojo diplomsko nalogo z naslovom "Senčna stran znanosti: evgenika v slovenski preteklosti in človeški genetiki sodobnih ter prihodnjih generacij" je prejela študentsko Prešernovo nagrado Oddelka za zgodovino (2009). Leta 2008 se je vpisala na podiplomski študij na Oddelku za zgodovino, od leta 2009 do 2013 je bila mlada raziskovalka njena mentorica pa je bila red. prof. dr. Marta Verginella. Od leta 2016 opravlja vlogo docentke za občo in novejšo zgodovino. 
Od leta 2010 dalje je članica Delovne skupine za zgodovino evgenike in rasizma. Med leti 2014 in 2016 je bila članica ARRS raziskovalnega projekta Multikulturna prijateljstva in narodne vezi na presečiščih slovenskega, italijanskega in nemškega sveta (1848–1941) pod vodstvom dr. Verginella. Bila je tudi članica ARRS raziskovalnega projekta Ženske in prva svetovna vojna med leti 2014 in 2017 pod vodstvom dr. Verginella. V letu 2017 je sodelovala v ARRS raziskovalnem projektu Oborožena meja. Politično nasilje v severnem Jadranu 1914–1941 pod mentorstvom dr. Klabjan. Med leti 2017 in 2022 pa je članica evropskega raziskovalnega projekta EIRENE – Povojne tranzicije v perspektivi spola. Primer severozahodnega jadranskega prostora, pod vodstvom dr. Verginella. Ukvarja se predvsem z zgodovino znanosti, zgodovino spola in demografsko zgodovino

## Izbrana bibliografija
- Cergol Paradiž, Ana. 2018. Dinarska ali jadranska rasa? : italijanski znanstveni rasizem, severni Jadran in Balkan. Acta Histriae. 2018, letn. 26, št. 4, str. 1197-1216.
- Cergol Paradiž, Ana and Verginella, Marta. 2016. “"Volemo pan, polenta e lavor": le proteste delle donne triestine, 1914–1918.” Genesis: rivista della Società Italiana delle Storiche 15, no. 1: 87–112
- Cergol Paradiž, Ana. 2015. Evgenika na Slovenskem. Ljubljana: Sophia.
- Cergol, Ana. 2015. “Yugoslavia I. (Slovenia).” In The history of East-Central European eugenics, 1900–1945: sources and commentaries, edited by Marius Turda, 363–419. London [etc.]: Bloomsbury Academic.
- Cergol, Ana. 2010. "Illicit sexual relationships in the early 20th century: the issue of abortion." In Love and sexuality: anthropological, cultural and historical crossings, edited by Slađana Mitrović and Alja Adam, 155–163. Zagreb: Centre for Women's Studies: Red Athena University Press.